# Cantone di Burzet
Il Cantone di Burzet era una divisione amministrativa dell'arrondissement di Largentière.
A seguito della riforma approvata con decreto del 13 febbraio 2014, che ha avuto attuazione dopo le elezioni dipartimentali del 2015, è stato soppresso.

## Composizione
Comprendeva i comuni di:
- Burzet
- Péreyres
- Sagnes-et-Goudoulet
- Saint-Pierre-de-Colombier
- Sainte-Eulalie